# 法務部矯正署岩灣技能訓練所
22°59′42″N 121°12′59″E / 22.99500°N 121.21639°E
法務部矯正署岩灣技能訓練所，是一座隸屬於中華民國法務部矯正署旗下的矯正機構，該機構坐落於臺灣省臺東縣臺東市卑南溪谷最南端之沖積平原上，當前收容人數（2018年10月18日數據）799名。

## 沿革
- 岩灣技能訓練所最初是「臺灣省遊民習藝所」。後因228事件後涉案情節較輕者接訓人數過多，臺灣警備總司令部於1947年（民國36年）6月下旬將臺灣省遊民習藝所改制為「東部勞動訓導營」。[3]
- 1952年（民國41年）5月1日，臺灣省保安司令部依據同年4月30日公佈的《臺灣省戒嚴時期取締流氓辦法》，將東部勞動訓導營改制並成立臺灣警備總司令部職業訓導第二總隊。[3]
- 1987年11月26日，因管理不當，數名囚犯發起絕食抗議，警備總部強勢介入，終於造成台東的岩灣、泰源、東成三個職訓總隊所轄的管訓監獄，以及綠島指揮部所管轄的三個職訓大隊等四處監獄集體暴動。中華民國國防部派出三支特勤隊強勢鎮壓。事件結束後，警備總部將數十名主要人犯，用直升機轉移至綠島監獄關押。
- 在臺灣解嚴後，中央政府配合動員戡亂時期終止，裁撤臺灣警備總司令部；1992年（民國81年）7月1日奉行政院核定，臺灣警備總司令部職業訓導第二總隊撥交給法務部接管，更名為「臺灣岩灣技能訓練所」。[3]
- 在法務部接管臺灣岩灣技能訓練所後，於1994年（民國83年）3月1日奉示附設「臺灣臺東監獄岩灣分監」。爾後又展開一連串的新建、改建工程，第一期工程於1995年（民國84年）6月30日竣工，1995年（民國84年）8月1日正式啟用收容受感訓處分人。 [2][3]
- 2009年（民國98年）1月23日，《檢肅流氓條例》廢止，岩灣技能訓練所釋放所有感訓處分人。[2][3]
- 2011年（民國100年）1月1日法務部矯正署成立，改隸為「法務部矯正署岩灣技能訓練所」。[2][3]

## 組織
- 所長
  - 秘書

行政單位
- 調查分類科[4]
- 輔導科[5]
- 技能訓練科[6]
- 衛生科[7]
- 戒護科[8]
- 總務科[9]
- 人事室
- 政風室
- 會計室

## 設施
岩灣技能訓練所總佔地面積11.6761公頃，接收臺灣警備總司令部所遺老舊房舍後即積極籌劃改建，第一期新建、改建工程於1995年（民國84年）6月30日竣工。
岩灣技能訓練所共劃分為行政辦公區、戒護區及技訓區三大部分，其中戒護區為注重高度安全性，乃突破傳統格局將戒護區建築採用"◇型"設計。

## 人員配置
當前岩灣技能訓練所員額編制，截至2017年12月8日共158名，分為職員151人、駕駛3人、技工1人、工友3人。
另設「所務委員會」，由所長、秘書及各科室主管人員組成，目的在於處理有關收容人之處遇、假釋、聲請免除感訓處分或停止執行等重大事項。

## 歷史事件
岩灣事件，於1987年（民國76年）11月29日於台東岩灣監獄爆發的監獄暴動。在一清專案後，台灣許多幫派份子及角頭被送到岩灣監獄監禁。在臺灣警備總司令部接管監獄管理後，因管理不當，數名囚犯發起絕食抗議，警備總部強勢介入後，造成包括台東的岩灣、泰源、東成三個職訓總隊所轄的管訓監獄，以及綠島指揮部所管轄的三個職訓大隊等四處監獄集體暴動。中華民國政府卻對外宣稱，是因為取締監獄內賭博活動才造成這起事件。

## 交通
- 鼎東客運海線8118路

## 周邊
- 臺東火車站

- 臺東縣臺東市岩灣國民小學

- 海洋委員會海巡署東部分署

- 臺鐵臺東機務段

## 資料來源
1. ↑  首長介紹 （页面存档备份，存于）.法務部矯正署岩灣技能訓練所.110-01-16
2. 1 2 3 4 5 6 7 8  .   [2015-02-11]. （原始内容存档于2015-02-11）.
3. 1 2 3 4 5 6  .   [2015-02-11]. （原始内容存档于2018-10-04）.
4. ↑  調查科 （页面存档备份，存于）.法務部矯正署岩灣技能訓練所.108-04-25
5. ↑  輔導科 （页面存档备份，存于）.法務部矯正署岩灣技能訓練所.108-04-25
6. ↑  技訓科 （页面存档备份，存于）.法務部矯正署岩灣技能訓練所.109-05-12
7. ↑  衛生科 （页面存档备份，存于）.法務部矯正署岩灣技能訓練所.108-04-25
8. ↑  戒護科 （页面存档备份，存于）.法務部矯正署岩灣技能訓練所.108-04-25
9. ↑  總務科 （页面存档备份，存于）.法務部矯正署岩灣技能訓練所.108-04-25
10. ↑  組織架構 （页面存档备份，存于）.法務部矯正署岩灣技能訓練所.106-12-08
11. ↑  社會中心. . ETtoday新聞雲. 2015-02-12  [2021-06-20]. （原始内容存档于2019-07-12）.

## 外部連結
- 法務部矯正署岩灣技能訓練所 （页面存档备份，存于）（繁體中文）